# Artabotrys wrayi
Artabotrys wrayi là loài thực vật có hoa thuộc họ Na. Loài này được King mô tả khoa học đầu tiên năm 1892.